# 細胞通過液
細胞通過液（さいぼうつうかえき、英:transcellular fluid）とは細胞外液のうち特殊な機能を有する体液の総称。動物種により異なるが、体重の1~3%程度存在し、上皮細胞層により他の細胞外液とは隔てられている。脳脊髄液、消化管内液、心膜腔液、関節液、眼内液などが細胞通過液に分類される。